# Matia Bazar 1
Matia Bazar 1 è il primo album del gruppo italiano Matia Bazar, pubblicato su vinile dalla Ariston (catalogo AR LP 12283) nel 1976 e dalla Oxford (catalogo OX 3067) nel 1977, anticipato dai singoli La strada del perdono/Io, Matia (1974), Stasera... che sera!/Io, Matia e, l'ultimo, Per un'ora d'amore/Cavallo bianco (1975).

## Descrizione
È il secondo disco con il batterista Giancarlo Golzi (a tre anni dalla sua separazione dai Museo Rosenbach), dopo il singolo Per un'ora d'amore/Cavallo bianco (1976), eccetto i brani Stasera che sera (1975) e Io, Matia (1974); infatti l'incisione di questi due brani prevede la collaborazione del batterista Paolo Siani.
Registrato negli Studi Ariston di proprietà di Alfredo Rossi, titolare dell'etichetta; tecnico del suono Roberto Di Muro Vilicich. I brani sono tutti delle Edizioni musicali Ariston, eccetto Suffering from Memories e Blue (editi dalle Edizioni musicali Santa Cecilia).
Tutte le canzoni, eccetto Gente d'ogni età ed i due brani in inglese Suffering from Memories e Blue, sono state inserite in singoli pubblicati tra il 1974 e il 1978 (vedi box a lato).
Nel 1991 è stato ristampato su CD e rimasterizzato dalla Virgin Dischi (catalogo MPICD 1009 - 777 7 86615 2), dopo il fallimento della Ariston nel 1989.
Reso disponibile per il download digitale, nel 2011, dalla EMI Italiana.

## I brani

### Stasera che sera
È il brano con cui, il gruppo partecipa alla 12ª edizione del concorso canoro radiotelevisivo Un disco per l'estate pur di non riuscire ad accedere alla fase finale di Saint Vincent. L'incisione include ancora la collaborazione, in veste di turnista, del batterista Paolo Siani. Subito dopo, tocca a Giancarlo Golzi completare la prima formazione della band.

### Limericks
Il testo è costituito dallo spelling del titolo secondo la fonetica inglese. Il brano è stato usato come sigla di un programma della TV dei ragazzi; ecco perché il testo è stato co-firmato da Davide Rampello e dal regista della trasmissione Cino Tortorella.

### Io, Matia
Nato come lato B del singolo d'esordio come solista di Antonella Ruggiero (lato A: La strada del perdono), pubblicato sotto lo pseudonimo di "Matia". La registrazione inclusa nell'album è la stessa del 45 giri originale del 1974, ancorché il titolo sia indicato con la virgola. Essa include ancora la collaborazione del batterista Paolo Siani, ma non come turnista; bensì, come sostituto di Renzo "Pucci" Cochis nei J.E.T..

## Tracce
Testi di Salvatore Stellita (tranne B4); musiche di Salvatore Stellita (B4), Carlo Marrale (tranne B4) e Piero Cassano.
 Co-autori: Giovanni Belfiore (A1, A2), Graham Johnson (A4, B2), Davide Rampello e Cino Tortorella (entrambi, B3).

### Lato A
1. Per un'ora d'amore[11] – 3:58
2. Cavallo bianco[11] – 4:55
3. Ma che giornata strana – 4:45
4. Blue – 3:19
5. Un domani sempre pieno di te – 4:24

Durata totale: 21:21

### Lato B
1. Stasera che sera (Un disco per l'estate 1975) – 3:26
2. Suffering from Memories – 3:36
3. Limericks (Sigla TV Dedalo: Ricerca in nove giochi) – 3:44
4. Io, Matia (strumentale) – 3:15
5. Gente d'ogni età – 6:54

Durata totale: 20:55

## Formazione

### Gruppo
- Antonella Ruggiero – voce, vocalizzi (A2, B1, B4), armonica (B4), percussioni
- Piero Cassano – tastiere, voce
- Carlo Marrale – chitarre, voce
- Aldo Stellita – basso
- Giancarlo Golzi – batteria (tranne: B1, B4)

### Altri musicisti
- Bruno Astesana – batteria (A1)[2]
- Paolo Siani – batteria (B1[12], B4[13])[14][15]
- Hugo Heredia – sax tenore e contralto, flauto (A5)